# Trung Hiệp
Trung Hiệp là một xã thuộc tỉnh Vĩnh Long, Việt Nam.

## Địa lý
Xã Trung Hiệp có vị trí địa lý:
- Phía đông giáp xã Quới An.
- Phía tây giáp xã Hòa Hiệp.
- Phía nam giáp các xã Trung Thành, Hiếu Phụng và Hòa Bình.
- Phía bắc giáp xã Tân Long Hội.

Xã Trung Hiệp có diện tích 46,73 km², dân số năm 2025 là 34.451 người, mật độ dân số đạt 737 người/km².

## Hành chính
Xã Trung Hiệp được chia thành 7 ấp: Bình Phụng, Mướp Sát, Rạch Ngay, Rạch Nưng, Ruột Ngựa, Trung Hưng, Trung Trị.

## Lịch sử
Ngày 6 tháng 12 năm 2019, Hội đồng Nhân dân tỉnh Vĩnh Long ban hành Nghị quyết 228/NQ-HĐND về việc sáp nhập toàn bộ ấp 4 vào ấp Trung Hưng.
Ngày 16 tháng 6 năm 2025, Ủy ban Thường vụ Quốc hội ban hành Nghị quyết số 1687/NQ-UBTVQH15 về việc sắp xếp các đơn vị hành chính cấp xã của tỉnh Vĩnh Long năm 2025. Theo đó, sắp xếp toàn bộ diện tích tự nhiên, quy mô dân số của các xã Trung Chánh, Trung Hiệp và Tân An Luông thành xã mới có tên gọi là xã Trung Hiệp.
Sau khi sáp nhập, xã Trung Hiệp có 46,73 km² diện tích tự nhiên và dân số 34.451 người.